# Thiacidas cerurodes
Auchenisa cerurodes là một loài bướm đêm trong họ Noctuidae.